# Кимпусэн-дзи
Кимпусэн-дзи (яп. 金峯山寺) — буддийский храмовый комплекс на горе Ёсинояма (яп. 吉野山) в составе посёлка Ёсино в префектуре Нара, Япония. Основан в VII веке.
В комплекс входит храм Дзао-до, который является крупнейшим в Японии деревянным зданием после храма Тодай-дзи в Наре. В храме расположена семиметровая статуя Будды.
Комплекс Кимпусэн-дзи принадлежит к религии Сюгэндо, синкретическим учением, объединяющим буддизм, синто и даосизм.
7 июля в храме проводится «праздник лягушки». По легенде, один монах был очень горд собой и превратился в лягушку. На эту тему организуется театрализованное представление.